# Pomiar poziomu
Pomiar poziomu medium jest w istocie pomiarem odległości lub długości. Zakresy pomiarowe mogą wynosić od kilku centymetrów w przypadku zadań sterowania, 2–10 metrów dla typowych pomiarów poziomu cieczy, do pomiarów w 70 metrowych silosach zbożowych, zasobnikach z cukrem lub cementem.
Najczęściej spotykane są pomiary poziomu cieczy, past i szlamów, gazów ciekłych, drobnoziarnistych materiałów sypkich i kruszyw, w zbiornikach stacjonarnych i przenośnych, magazynowych i buforowych. Obejmują one zakresy temperatur 200...400 °C oraz ciśnień pracy 1...500 bar we wszystkich gałęziach przemysłu – od rafineryjnego, chemicznego, petrochemicznego, poprzez energetykę, papiernictwo, wydobywanie i przetwórstwo kruszyw oraz minerałów, minerałów, a na przemyśle spożywczym, browarnictwie i inżynierii środowiska kończąc.
Oprócz bezpośredniego pomiaru poziomu, możliwe jest również późniejsze wyznaczenie, np. objętości, masy lub gęstości produktu w zbiorniku. W takich przypadkach uwzględnia się geometrię i wymiary zbiornika oraz właściwości fizyczne medium.

## Techniki pomiarowe
Istnieje szeroki wybór metod pomiarowych. Rozróżnienie pomiarów poziomu wynika z charakteru produktu mierzonego – ciecze, ciekłe gazy lub materiały sypkie:
- ciecze:
  - metoda pomiaru czasu przelotu
    - metoda radarowa
    - radar prowadzący
    - metoda ultradźwiękowa

  - metoda pojemnościowa
  - metoda hydrostatyczna
  - przyrządy z serwosterowaniem
  - metoda radiometryczna

- materiały sypkie:
  - metoda pomiaru czasu przelotu
    - radar prowadzący
    - metoda radarowa
    - metoda ultradźwiękowa

  - metoda elektromechaniczna
  - metoda radiometryczna.

## Metoda pomiaru czasu przelotu
Zasadniczo wyróżnia się trzy metody: radarową, ultradźwiękową oraz „radar prowadzący”. W każdej z nich pomiar wygląda podobnie. Nadajnik wysyła impulsy elektromagnetyczne lub falę ultradźwiękową, które po odbiciu od powierzchni produktu docierają do odbiornika. Mierząc czas potrzebny na pokonanie drogi, czyli czas przelotu wiązki oraz mnożąc go przez prędkość propagacji fali, przetwornik określa odległość pomiędzy nadajnikiem a powierzchnią medium. Po uwzględnieniu wysokości zbiornika, mikroprocesor oblicza rzeczywisty poziom produktu w nim zgromadzonego.

### Metoda radarowa
Pomiar stosowany w trudnych warunkach procesowych (wysokie ciśnienia, temperatury kondensacja) oraz dla cieczy agresywnych chemicznie.
Radarowe przetworniki poziomu są sprawdzonymi przyrządami w przemyśle chemicznym i petrochemicznym.
Zasada pomiaru:
Zasada działania bazuje na pomiarze czasu przelotu impulsów mikrofalowych (częstotliwości ok. 6–26 GHz), emitowanych przez antenę i odbijanych od powierzchni produktu na skutek zmiany impedancji falowej. Czas przelotu {\displaystyle t_{o}} impulsów odbitych jest wprost proporcjonalny do odległości {\displaystyle d} od powierzchni produktu:
{\displaystyle d=c\cdot {\frac {t_{o}}{2}},}
gdzie: {\displaystyle c} – prędkość światła (≈300 000 km/s dla próżni).
Znajomość wysokości zbiornika i zmierzonej odległości pozwala obliczyć poziom produktu.
Metoda radarowa ma następujące zalety:
- pomiar jest bezkontaktowy, brak części ruchomych i ulegających zużyciu,
- niezależność pomiaru od charakteru oparów nad powierzchnią produktu lub intensywności zapylenia,
- pewny pomiar nawet w przypadku zmiany produktu w zbiorniku.

### Radar prowadzący
Pomiar poziomu stosowany zarówno dla cieczy, jak i materiałów sypkich. Dzięki prowadzenie wiązki odbitej od powierzchni produktu, warunki panujące w zbiorniku mają mniejszy wpływ na pomiar niż w przypadku radarów z emisją swobodną. Metoda pomiaru jest niewrażliwa na kształt usypu produktu i kąt odbicia fali elektromagnetycznej od jego powierzchni. W przypadku cieczy, niezawodność pomiaru jest zapewniona również przy występowaniu turbulencji powierzchni i piany.
Radary prowadzące znajdują zastosowanie w pomiarach poziomu cieczy i materiałów sypkich, bardzo często w przemyśle rafineryjnym i w energetyce.
Zasada pomiaru:
Zasada działania bazuje na pomiarze czasu przelotu impulsów elektromagnetycznych wysokiej częstotliwości, wysyłanych wzdłuż falowodu. Jeżeli impulsy napotykają na swej drodze zmianę impedancji falowej (np. powierzchnię produktu), następuje ich częściowe lub całkowite odbicie. Czas przelotu {\displaystyle t_{o}} impulsów odbitych jest wprost proporcjonalny do odległości {\displaystyle d} od powierzchni produktu:
{\displaystyle d=v\cdot {\frac {t_{o}}{2}},}
gdzie: {\displaystyle v} – prędkość fali elektromagnetycznej wzdłuż falowodu.
Znajomość wysokości zbiornika i zmierzonej odległości pozwala obliczyć poziom produktu.
Zalety tej metody to:
- pewny pomiar poziomu materiałów sypkich przy intensywnym zapyleniu (np. zboża) i rozpraszaniu fali elektromagnetycznej (np. cukier),
- niezawodny pomiar poziomu cieczy – niewrażliwość na turbulencje powierzchni, pianę i dużą absorpcję fali elektromagnetycznej.

### Metoda ultradźwiękowa
Metoda stosowana do pomiaru poziomu cieczy i materiałów sypkich (oraz np.: przepływu cieczy na kanale otwartym). Typowy obszar zastosowań to gospodarka wodno-ściekowa, zakłady wydobywcze i przetwórcze kruszyw, minerałów (grubo- i drobnoziarnistych), jak również proste aplikacje w przemyśle chemicznym.
Zasada pomiaru:
Zasada działania wykorzystuje pomiar czasu przelotu impulsów ultradźwiękowych, emitowanych przez czujnik i odbitych od powierzchni medium, która jest granicą dwóch ośrodków o różnej gęstości (atmosfera/produkt).
Czas przelotu {\displaystyle t_{o}} impulsów odbitych jest wprost proporcjonalny do odległości {\displaystyle d} od powierzchni produktu:
{\displaystyle d=v\cdot {\frac {t_{o}}{2}},}
gdzie: {\displaystyle v} – prędkość fali ultradźwiękowej w atmosferze gazowej.
Znajomość wysokości zbiornika i zmierzonej odległości pozwala obliczyć poziom produktu.
Zalety:
- pomiar niezależny od właściwości produktu, takich jak stała dielektryczna lub wilgotność,
- ekonomiczny, bezkontaktowy pomiar poziomu.

## Metoda pojemnościowa
Metoda umożliwiająca monitorowanie poziomu cieczy, szczególnie produktów z tendencją do tworzenia osadów, w aplikacjach wysokotemperaturowych/wysokociśnieniowych oraz w procesach szybkozmiennych.
Zasada pomiaru:
Zmiana pojemności „kondensatora”, utworzonego pomiędzy izolowaną sondą a metalową ścianą zbiornika lub rury osłonowej jest proporcjonalna do wysokości słupa cieczy – pojemność maleje przy opróżnianiu zbiornika i rośnie przy jego napełnianiu.
Elementem zamykającym obwód elektryczny lub tworzącym przestrzeń dielektryka jest ciecz w zbiorniku (jeżeli jest to medium nieprzewodzące elektrycznie, przetwornik pomiarowy musi uwzględnić dodatkową pojemność, wynikającej ze stałej dielektrycznej cieczy).
Zalety:
- bardzo krótki czas odpowiedzi pomiarowej,
- wysoka dokładność pomiaru,
- detekcja rozdziału faz cieczy niezależnie od obecności emulsji i zawiesin.

## Metoda elektromechaniczna
Metoda do pomiaru poziomu materiałów sypkich, stosowana najczęściej w aplikacjach, w których możliwość stosowania innych technik jest ograniczona.
Zasada pomiaru:
Ciężarek sondujący jest opuszczany (np. w dół silosu) na taśmie zamocowanej na bębnie pomiarowym. W chwili zetknięcia ciężarka z powierzchnią produktu, zmniejsza się naprężenie taśmy. Przetwornik rozpoznaje ten stan i zmienia kierunek obrotów silnika, powodując nawinięcie taśmy na bęben. Podczas opuszczania ciężarka obroty bębna są zliczane. Poziom jest określany jako różnica wysokości zbiornika i wyznaczonej długości rozwiniętej taśmy.
Zalety:
- pewny pomiar w warunkach pełnego zapylenia,
- pomiar poziomu na dużych odległościach.

Sondowanie głębokości za pomocą ciężarka zawieszonego na linie to klasyczna metoda, stosowana dawniej przez żeglarzy do badania dna morskiego.

## Metoda hydrostatyczna
Pomiar stosowany przy wyznaczaniu poziomu cieczy, past i szlamów, w zbiornikach procesowych i magazynowych, bezciśnieniowych i ciśnieniowych. Metoda szeroko stosowana m.in. w przemyśle spożywczym i gospodarce wodno-ściekowej.
Zasada pomiaru:
Pomiar poziomu polega na wyznaczeniu ciśnienia hydrostatycznego, wywieranego przez słup cieczy o danej wysokości, zgodnie z zależnością:
{\displaystyle P=h\cdot \rho \cdot g,}
gdzie:
{\displaystyle P} – ciśnienie hydrostatyczne słupa cieczy,
{\displaystyle h} – poziom cieczy,
{\displaystyle g} – przyspieszenie ziemskie,
{\displaystyle \rho } – gęstość cieczy.
Jeżeli gęstość produktu jest stała lub zmienia się w znany sposób, ciśnienie hydrostatyczne {\displaystyle P} jest funkcją wyłącznie wysokości {\displaystyle h} słupa cieczy. Pomiar ciśnienia pozwala więc bezpośrednio wyznaczyć poziom cieczy.
Zalety:
- prosta konstrukcja,
- wewnętrzne elementy zbiornika, zapienienie i turbulencje powierzchni cieczy nie zakłócają pomiaru.

## Przyrządy z serwosterowaniem (przetworniki ze sterowaniem nadążnym)
Metoda stosowana do pomiaru poziomu cieczy i gazów ciekłych.
Zasada pomiaru:
W czasie opuszczania czujnika pływakowego, po zetknięciu z cieczą jego ciężar zmniejsza się ze względu na siłę wyporu. W efekcie, moment obrotowy mechanizmu ze sprzężeniem ulega zmianie (wykrywany jest np. przez czujnik Halla). Sygnał proporcjonalny do pozycji czujnika jest przesyłany do układu sterowania silnikiem. Podczas gdy poziom cieczy zmienia się, pozycja pływaka jest regulowana przez silnik napędowy. Poziom cieczy jest wyznaczany na podstawie dokładnej analizy ruchu obrotowego bębna linkowego. Pozycja ta jest następnie przetwarzana na wskazanie poziomu cieczy.
Zalety tej metody to:
- wielofunkcyjność – pomiar poziomu, rozdziału faz, detekcja dna zbiornika,
- odporność metody pomiaru na zmiany gęstości i prężności par w zbiornikach wysokociśnieniowych,
- wysoka dokładność pomiaru.

## Metoda radiometryczna (izotopowa)
Przyrządy radiometryczne znajdują zastosowanie w ekstremalnych warunkach procesowych (wysokie temperatury i ciśnienia, środowiska agresywne chemicznie itd.) oraz na instalacjach, których budowa mechaniczna lub geometria wykluczają użycie innych metod pomiaru.
Zasada pomiaru:
Zasada działania przyrządów radiometrycznych opiera się na pomiarze absorpcji promieniowania gamma, przechodzącego przez mierzony produkt (przy pomiarze prawie całe promieniowanie ulega absorpcji przez medium).
Izotop cezu lub kobaltu emituje promieniowanie elektromagnetyczne, które podczas przenikania przez materiał ulega osłabieniu na skutek absorpcji. Przetwornik zamontowany po przeciwległej stronie zbiornika lub rurociągu, przetwarza odebraną przez detektor wiązkę promieniowania na sygnał elektryczny. Osłabienie promieniowania, a tym samym moc generowanego sygnału, zależy m.in. od odległości pomiędzy źródłem promieniowania a przetwornikiem oraz od grubości i gęstości materiału między nimi.
Główną zaletą metody radiometrycznej jest bezkontaktowy pomiar z zewnątrz, gwarantujący bezpieczeństwo i niezawodność w trudnych warunkach procesowych.